# Dozwolony użytek biblioteczny

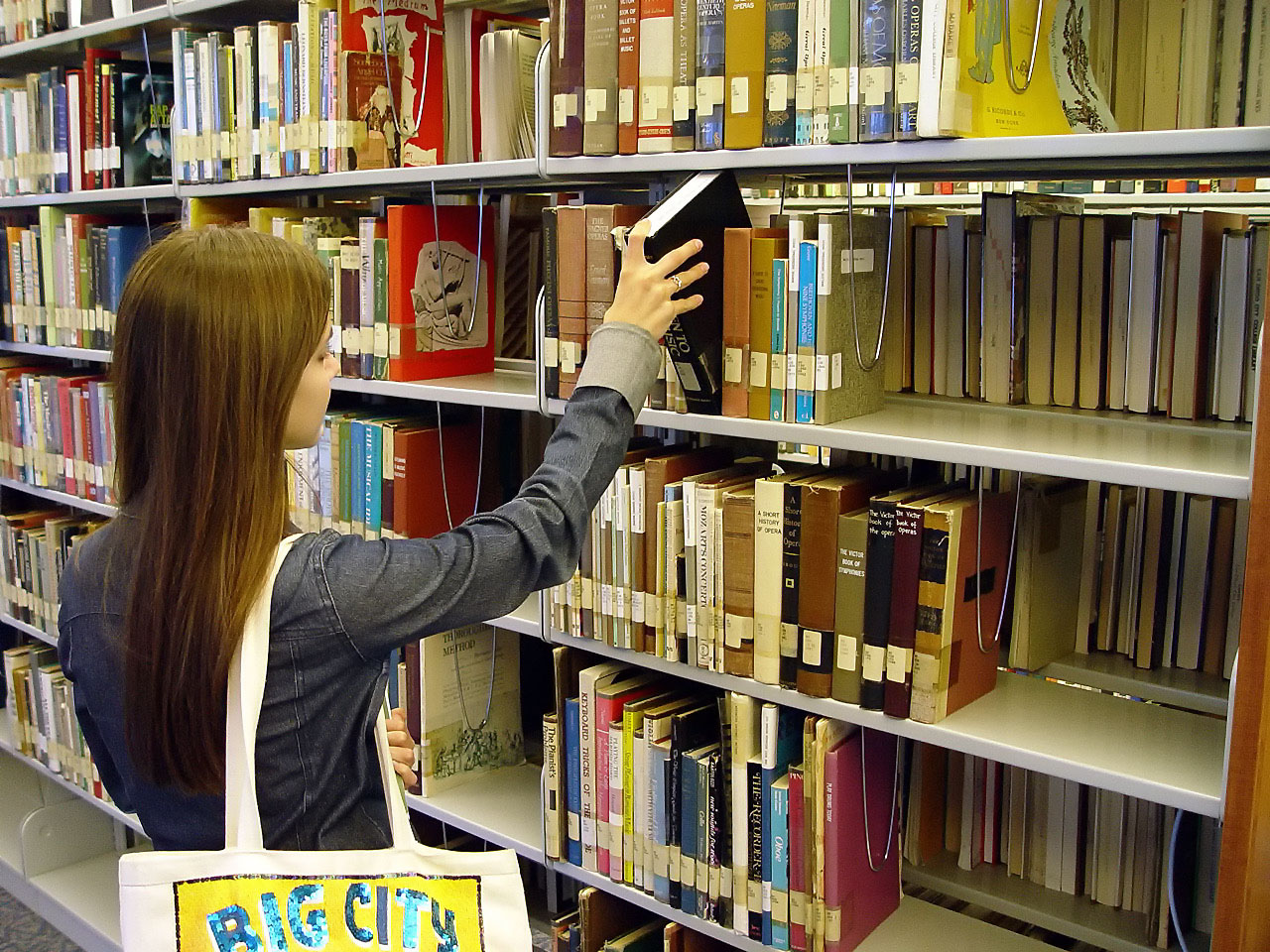
Dozwolony użytek w bibliotece

Dozwolony użytek biblioteczny – potoczna nazwa jednej z postaci dozwolonego użytku publicznego, która pozwala niektórym instytucjom, m.in. bibliotekom, udostępniać zbiory. W ustawie o prawie autorskim z 1994 został uregulowany w art. 28. Ta regulacja stanowi ograniczenie autorskiego prawa do publicznego użyczania egzemplarzy utworów (public lending right) i jest zgodna przepisami art. 5 ust. 2 lit. c) dyrektywy 2001/29/WE (tzw. „internetowej”) i art. 6 ust. 1 dyrektywy 2006/115/WE w sprawie prawa najmu i użyczenia.

## Beneficjenci
Przepis o tzw. dozwolonym użytku bibliotecznym ustanawia wyjątek na rzecz instytucji, które niekomercyjnie udostępniają utwory (użyczają egzemplarze utworów) w zakresie swojej działalności statutowej. Mogą one także pobierać opłaty z tytułu kosztów użyczenia, ponieważ nie jest to działanie w celu osiągnięcia korzyści majątkowej. Na tę regulację mogą powoływać się ściśle określone podmioty: niektóre instytuty badawcze i instytuty naukowe Polskiej Akademii Nauk, ponadto instytucje oświatowe, uczelnie, biblioteki muzea oraz archiwa.
Ten katalog został ukształtowany na wzór regulacji w dyrektywie 2001/29/WE, która wymienia ogólnodostępne biblioteki, instytucje edukacyjne, muzea i archiwa. Przed nowelizacją z 2015 przepis obejmował jedynie biblioteki, archiwa i szkoły.

## Dozwolone korzystanie
Wymienione podmioty mogą użyczać egzemplarze rozpowszechnionych utworów oraz udostępniać niematerialne kopie utworów. W ramach nowelizacji z 2015 sformułowanie „udostępniać egzemplarze” zmieniono na „użyczać egzemplarze”, co wprowadziło ujednolicenie z przepisami dyrektywy 2006/115/WE, jednak nie rozwiało wątpliwości dotyczących użyczania czytników zawierających niematerialne kopie utworów. Dozwolone udostępnianie niematerialnych kopii utworów może odbywać się jedynie dla celów badawczych lub poznawczych i na terenie tych instytucji. Wyłączenie dotyczące utworów, które według art. 5 ust. 3 lit. n) dyrektywy 2001/29/WE „podlegają zasadom zakupu lub licencji”, zawarto w ust. 3.
Omawiany przepis pozwala także zwielokrotniać użyczane egzemplarze i udostępniane niematerialne kopie utworów w celu uzupełnienia, zachowania lub ochrony własnych zbiorów instytucji. W nowelizacji z 2015 dopuszczono sporządzanie niematerialnych kopii utworów oraz sporządzanie kopii utworów nierozpowszechnionych. Dzięki temu na podstawie tego przepisu można digitalizować starodruki. Wydaje się, że omawiany przepis nie może stanowić wyjątku od autorskiego prawa do decydowania o pierwszym udostępnieniu utworu publiczności.
W ramach nowelizacji z 2015 wprowadzono prawo do wynagrodzenia dla podmiotów praw autorskich z tytułu omawianego publicznego użyczania (public lending right). Było to dostosowaniem polskich przepisów do art. 6 ust. 1 dyrektywy 2006/115/WE. To wynagrodzenie dotyczy wyłącznie drukowanych egzemplarzy utworów literackich wyrażonych w języku polskim, użyczanych na zewnątrz przez biblioteki publiczne, z wyjątkiem Biblioteki Narodowej. Zastosowanie wymogu językowego służy wspieraniu polskiej literatury. Objęcie prawem do wynagrodzenia działalności bibliotek publicznych i jedynie drukowanych egzemplarzy utworów literackich uzasadniono proporcjonalną przewagą takich użyczeń. Według uzasadnienia projektu ustawy nowelizującej pr. aut. biblioteki publiczne realizują 86,90% ogółu użyczeń, a użyczenia utworów innych niż literackie stanowią 2,74% ogółu.
Omawianego przepisu nie stosuje się do baz danych. Zdaniem części prawników to wyłączenie nie powinno dotyczyć bibliotek naukowych.